# Harlem, N.Y.C. – Der Preis der Macht
Harlem, N.Y.C. – Der Preis der Macht ist ein US-amerikanisches Filmdrama von Bill Duke aus dem Jahr 1997.

## Handlung
Der Film spielt in den späten zwanziger und frühen 1930er Jahren und erzählt über den Bandenkrieg zwischen der New Yorker Mafia um Lucky Luciano und Dutch Schultz auf der einen und den Gangstern um Stephanie St. Clair und Bumpy Johnson aus Harlem auf der anderen Seite. Dabei werden auch fiktive Ereignisse gezeigt.
Der Kleinganove Bumpy Johnson wird aus dem Gefängnis entlassen. Ihm gelingt ein schneller Aufstieg in der Gang von Stephanie St. Clair, die als Madame St. Clair das Glücksspiel in Harlem kontrolliert, und wird bald zu ihrer rechten Hand.
Es dauert nicht lange, bis die Mafia ihren Anteil aus den Gewinnen fordert. Da sich Bumpy Johnson und Madame St. Claire zunächst weigern, nehmen die Auseinandersetzungen mit Dutch Schultz um die Kontrolle der sog. Harlem Straßenlotterie stetig zu. Nachdem Madame St. Clair durch einen korrupten Richter zu einer Gefängnisstrafe verurteilt wird und Bumpy alleine die Führung übernimmt, eskaliert die Gewalt und es kommt zum offenen Bandenkrieg.
Die blutigen Auseinandersetzungen missfallen dem korrupten Bezirksstaatsanwalt Thomas Dewey, der seine eigenen Interessen durch das wachsende Medienecho auf die Gewalttaten gefährdet sieht. Er fordert Dutch Schultz und Lucky Luciano auf, den Bandenkrieg zu beenden, woraufhin sie sich mit Johnson und weiteren Mafiaoberhäuptern treffen, um eine Übereinkunft zur Beendigung des Bandenkrieges zu treffen.
Nach einigem Zögern stimmt Bumpy Johnson einer Zusammenarbeit mit Lucky Luciano zu und stellt Dutch Schultz gleichzeitig eine Falle, in dem er sich bereit erklärt, seine Bücher durch Lucianos Buchhalter prüfen zu lassen. Allerdings hat er nicht vor, dort seine Bücher zu zeigen, sondern lässt Informationen über das geplante Treffen durchsickern, so dass Dutch Schultz (berechtigterweise) Verrat vermutet, ebenfalls dort erscheint und Lucianos Buchhalter erschießt.
Erst nachträglich bemerkt Schultz, dass dieses von Bumpy Johnson eingefädelte Treffen dazu diente, Luciano gegen ihn aufzubringen. Dutch Schultz wird von einem bezahlten Killer aus seinen eigenen Reihen erschossen. Um weitere Auseinandersetzungen zu vermeiden, erkauft Bumpy Johnson letztlich den Schutz von Staatsanwalt Dewey und übergibt die alleinige Leitung wieder an Madame St. Claire.

## Kritiken
- James Berardinelli: Das Publikum sei zu jedem Zeitpunkt des Films gefesselt. Die Handlung sei nicht überraschend, aber die Erzählweise kompetent. Die Darstellungen seien erstklassig. Fishburne sei hypnotisierend, er stelle die Emotionen subtil und wirkungsvoll dar. Der Film sei möglicherweise der beste Gangsterfilm seit „The Untouchables – Die Unbestechlichen“ von Brian De Palma.[1]

## Auszeichnungen
- 1998: Nominierungen für den Black Film Award (Black Filmfestival  Acapulco)
  - für Laurence Fishburne bester Schauspieler
  - für Cicely Tyson beste Schauspielerin
  - für Bill Duke bester Regisseur
  - Bester Film
- 1998: Nominierungen für den Image Award
  - für Laurence Fishburne bester Schauspieler
  - für Cicely Tyson beste Schauspielerin
  - für Clarence Williams III bester Nebendarsteller

## Trivia
- Der Film wurde in Chicago gedreht.
- Laurence Fishburne spielte schon in Cotton Club eine an Bumpy Johnson angelehnte Rolle.
- In den US-Kinos wurden über 23 Millionen US-Dollar eingespielt.
- Trotz Adaptionen aus der Realität weicht der Film an einigen relevanten Punkten davon ab:
  - Thomas E. Dewey, der Staatsanwalt, war nicht korrupt und wurde Gouverneur des Staates New York.
  - Dutch Schultz übernahm die Kontrolle über das „number game“ und wurde später vom National Crime Syndicate liquidiert.